# Prinz Heinrich (Schiff, 1902)
Die Prinz Heinrich war ein Panzerkreuzer (Großer Kreuzer) der Kaiserlichen Marine, benannt nach Großadmiral Prinz Heinrich von Preußen. Sie war ein Einzelschiff.

## Entwurf
Im Vergleich zur vorhergehenden Fürst Bismarck verdrängte die Prinz Heinrich ca. 1800 t weniger. Die Verringerung der Tonnage, der Höchstgeschwindigkeit auf 20 kn und der schweren Artillerie auf zwei 24-cm-Geschütze diente der Kostenreduzierung.

## Geschichte
Im Ersten Weltkrieg gehörte die Prinz Heinrich zur III. Aufklärungsgruppe und nahm als Teil der Deckungsstreitkräfte am 16. Dezember 1914 zusammen mit den Großen Kreuzern Seydlitz, Moltke und Blücher an der Küstenbeschießung von Hartlepool teil. Ab April 1915 war sie im Ostseeraum stationiert und den Aufklärungsstreitkräften der Ostsee zugeordnet. Dort erlebte sie ihr einziges Gefecht, als sie am 10. August 1915 bei Zerell russische Zerstörer beschoss.
Wegen ihres schlechten Unterwasserschutzes und ihrer geringen Geschwindigkeit wurde sie Ende 1915 aus dem aktiven Dienst abgezogen und desarmiert. Sie diente ab März 1916 als Wohnschiff, bis sie 1920 zur Verschrottung verkauft wurde.

## Kommandanten
- Kapitän zur See Friedrich-Wilhelm Wentzel: März 1902 bis September 1903
- Kapitän zur See Erich Gühler: Oktober 1903 bis September 1904
- Kapitän zur See Paul Rampold: Oktober 1904 bis Februar 1905
- Kapitän zur See Fritz Hoffmann: März 1905 bis April 1906
- Kapitän zur See Gisbert Jaspers: Mai bis 30. September 1908
- Kapitänleutnant Hans Erler: Oktober 1908 bis September 1909
- Kapitänleutnant Karl von Bodecker: September 1909 bis Oktober 1909
- Kapitän zur See Otto Wurmbach: Oktober 1909 bis September 1911
- Kapitän zur See Ferdinand Bertram: Oktober 1911 bis Oktober 1912
- Kapitän zur See Wilhelm von Krosigk: August 1914 bis März 1916
- Fregattenkapitän Karl Feldmann i. V.: November 1915 bis Dezember 1915